# The Hellstrom Chronicle
The Hellstrom Chronicle és una pel·lícula estatunidenca estrenada el 1971 que combina elements de documental, ciència-ficció, horror i profecia apocalíptica per presentar una representació satírica de la lluita per la supervivència entre humans i insectes. Va ser concebut i produït per David L. Wolper, dirigit per Walon Green i escrit per David Seltzer, que va obtenir una candidatura al premi de la Writers Guild of America pel seu guió.
Green després ho va anomenar "periodisme gairebé rgroc però bo, estàvem donant a l'audiència un cop de colze a les costelles a cada tercera línia".
Diversos cinematògrafs van fotografiar aquesta pel·lícula utilitzant macrofotografia, telefotografia i Filmació a intervals. El tràiler s'assemblava a un anunci d'una pel·lícula de ciència-ficció. La pel·lícula va inspirar la novel·la de ciència-ficció de Frank Herbert Hellstrom's Hive.
Aquesta pel·lícula va ser la primera en usar el so icònic del waterphone en una pel·lícula.

## Argument
El científic fictici Dr. Nils Hellstrom (interpretat per Lawrence Pressman) guia els espectadors durant tota la pel·lícula. Afirma, sobre la base de teories que semblen científiques, que els insectes guanyaran finalment la lluita per la supervivència al planeta Terra a causa de la seva adaptabilitat i capacitat de reproduir-se ràpidament, i que la raça humana perdrà aquesta lluita en gran manera a causa d'un excés individualisme. La pel·lícula combina clips breus de pel·lícules de terror i de ciència-ficció amb seqüències extraordinàries de càmeres de papallones, llagostes, vespes, tèrmits, formigues, papallones, altres insectes rarament vistos abans en la pel·lícula i plantes o insectes insectívors.
Els assessors tècnics Roy Snelling i Charles Hogue eren entomòlegs al Museu d'Història Natural del Comtat de Los Angeles.

## Premis
- 1972 Oscar al millor documental[3]
- 1972 Premis BAFTA - Millor pel·lícula documental

## Llançaments de vídeo casolà
La pel·lícula es va estrenar en DVD i Blu-ray el 10 de gener de 2012 des d'Olive Films.